# 美國社會階層

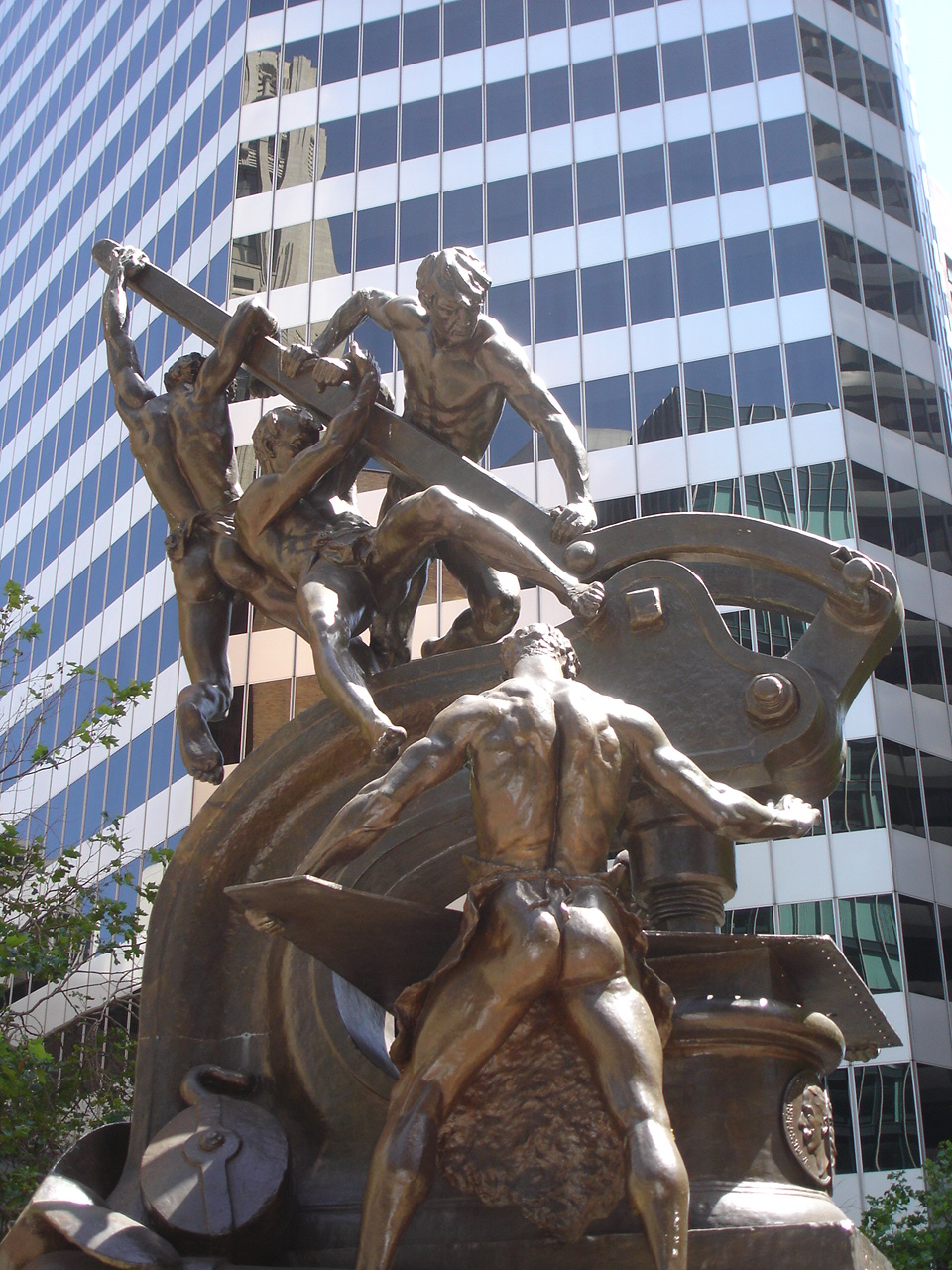
位於加州舊金山金融區的勞動階層紀念碑，而這裡正是許多屬於中產階級的專業人士、管理階層每天工作的地方。

關於美國社會階層一直有著很大的爭議，而對於階層的定義也有許多不同的觀點。許多美國民眾認為可分成三個階層，分別是「富裕」、「中產階級」和「貧窮」。其他許多更複雜的社會階層模型將分類擴展為十數種等級；而也有觀點否認美國存在社會階層之分。大部分的定義是依據財富、收入、教育水平、職業類別，以及是否參與特定的次文化或社交圈來區分一個人所的社會階層。
社會學家丹尼斯·蓋伯特（Dennis Gilbert）、威廉·湯瑪森（William Thompson）、喬瑟夫·希吉（Joseph Hickey）和詹姆士·漢斯林（James Henslin）提出一套分為六個社會階層的系統。這些階層模型包括上層階級，由富裕且有權勢的人組成、上層中產階級，由受過高等教育且薪資優渥的專業人士組成、下層中產階級，由受過大學教育的專業業務員以及辦公室助理組成、勞動階級，由工作內容大多是重複規律的藍領階級職員組成；最後是較低的階層，再分為勞動貧窮階級和下層階級（underclass）。

## 一個分級的社會？
美國一直存在某種程度的無階級社會思想，這樣的觀念或許可以解釋絕大多數的美國人都將自己定位在同一個社會階層──中產階級。
部份的學術理論認為，美國社會在社會學和經濟學方面的區分非常零散，無法做出明確的社會分級。這樣的理論代表在社會和經濟階層間並沒有顯著的差異，因此讓階層的區分變得非常主觀且具有爭議。而包括社會學家丹尼斯·蓋伯特在內的其他人，對於均勻混合的社會理論提出質疑，並宣稱每個階層都能明確被區分所屬的社會群組。勞埃德·沃納（Lloyd Warner）也相信社會階層區分標準的存在：
|                                                | 美國人的生活符合我們所認知的形態，對於這點我們感到驕傲。但是我們卻對於顯示社會階層存在的重要社會事實感到羞恥。因此，我們試著否認它們存在，或更糟的是，為了否認而譴責它們，並像魔術般的使它們從意識中消失。 |
| ——勞埃德·沃納，What Social Class Is In America | |

沃納認為社會階層和文明是同時出現的，並且幾乎存在於所有的社會，從羅馬帝國之前開始，穿越了中世紀，直到現代的美國社會。他相信像美國這樣複雜的社會，也需要同樣複雜的社會階層區分。

## 階層區分指標
一部份的階層區分定義僅注重於數值上的衡量，例如財富或收入。而其他的區分定義則將無法以數值計算的「價值」納入考量，例如教育程度、文化水平以及社會地位。關於這些不同的衡量標準，目前並沒有任何結論能說明何者較為重要。而對於是否能精確的畫出階層之間的分際線也還有爭議存在：
|                                                                       | 一個分層的社會是藉由人與人之間的不平等、差異來區分出高低...在邏輯上來說，高低之間是可能存在有模糊的漸層地帶，並沒有任何明確的分際線...但在現實中...職業和工作的種類有限...從事相同或類似職業的人們...也會發展出相近的思想和生活方式...他們會形成一種模式...而這種模式就造成了社會階層。 |
| ——丹尼斯·蓋伯特，美國階層結構（The American Class Structure），1998年 | |

### 社會地位
| | 如果沒有社會階層的概念，是不可能理解人類的行為，因為階層地位對幾乎所有的事物都帶來影響......我們穿的衣服......我們觀賞的電視節目......我們家中粉刷牆壁的顏色和我們幫寵物所取的名字......我們的社會地位影響我們的健康、幸福甚至是我們的壽命長短。 |
| ——威廉·湯普森（William Thompson）、喬瑟夫·希基（ Joseph Hickey），關注中的社會（Society in Focus），2005年 | |

有時候社會分級能夠顯示社會上的人們是如何依照不同的重要性、影響力和聲望分佈。在這些社會模型中，一些特定的工作和職業是被認為令人嚮往且具有影響力的，而其他某些職業也被認為是低下、重複性高和不愉快的工作。（在某些情況下，非職業性的角色也會成為考量的要素，例如家長或義工。）較高等級的工作需要較多的技巧和教育程度。
部份社會學家認為，高級、重要的工作需要較多的技巧，而這些工作的高收入和較高的社會聲望，僅是作為獲得、學習技巧的動機而已。這是資本主義經濟理論中的重要機制，並與「階層是可變的，且是由各種選擇和機會的結合所決定」的理論相符。
在其他的情況下，社會階層或地位是藉由傳承獲得的。例如富裕家庭的兒子或女兒，和「暴發戶」（nouveau riche）的孩子相比可能有較高的社會地位和不同的社交圈連結。對於一些以功利主義看待社會學和經濟的論述者來說，社會階層是在複雜的社會中生存不可或缺的一部份。

### 收入
| 收入中位數等級                                                                              | 收入中位數等級  | 收入中位數等級    | 收入中位數等級           | 收入中位數等級           | 收入中位數等級           | 收入中位數等級 | 收入中位數等級  | 收入中位數等級 | 收入中位數等級 |
| 家庭                                                                                        | 家庭            | 家庭              | 個人，25歲以上且有收入者 | 個人，25歲以上且有收入者 | 個人，25歲以上且有收入者 | 各種族家庭收入 | 各種族家庭收入  | 各種族家庭收入 | 各種族家庭收入 |
| 所有家庭 收入                                                                               | 雙薪家庭 收入   | 每位家庭成員 收入 | 男性                     | 女性                     | 兩性合計                 | 亞洲人         | 白人 非西班牙人 | 西班牙人       | 黑人           |
| ------------------------------------------------------------------------------------------- | --------------- | ----------------- | ------------------------ | ------------------------ | ------------------------ | -------------- | --------------- | -------------- | -------------- |
| $46,326                                                                                     | $67,348         | $23,535           | $39,403                  | $26,507                  | $32,140                  | $57,518        | $48,977         | $34,241        | $30,134        |
| 依教育程度分類的個人收入中位數                                                              |                 |                   |                          |                          |                          |                |                 |                |                |
| 程度                                                                                        | 高中肄業 或以下 | 高中畢業          | 大學肄業 或以下          | 準學士                   | 學士學位 或更高          | 學士學位       | 碩士學位        | 專業學位       | 博士學位       |
| 個人，25歲以上                                                                              | $20,321         | $26,505           | $31,054                  | $35,009                  | $49,303                  | $43,143        | $52,390         | $82,473        | $70,853        |
| 男性，25歲以上                                                                              | $24,192         | $32,085           | $39,150                  | $42,382                  | $60,493                  | $52,265        | $67,123         | $100,000       | $78,324        |
| 女性，25歲以上                                                                              | $15,073         | $21,117           | $25,185                  | $29,510                  | $40,483                  | $36,532        | $45,730         | $66,055        | $54,666        |
| 個人，25歲以上 有全職工作                                                                   | $25,039         | $31,539           | $37,135                  | $40,588                  | $56,078                  | $50,944        | $61,273         | $100,000       | $79,401        |
| 家庭收入                                                                                    | $22,718         | $36,835           | $45,854                  | $51,970                  | $73,446                  | $68,728        | $78,541         | $100,000       | $96,830        |
| 家庭年收入分佈狀況                                                                          |                 |                   |                          |                          |                          |                |                 |                |                |
| 最低 10%                                                                                    | 最低 20%        | 最低 25%          | 中間 33%                 | 中間 20%                 | 最高 25%                 | 最高 20%       | 最高 5%         | 最高 1.5%      | 最高 1%        |
| $0～$10,500                                                                                 | $0～$18,500     | $0～$22,500       | $30,000～$62,500         | $35,000～$55,000         | $77,500～                | $92,000～      | $167,000～      | $250,000～     | $350,000～     |
| 來源：美國人口調查局（US Census Bureau），2006年；2005年收入數值 以上收入金額單位皆為美元。 |                 |                   |                          |                          |                          |                |                 |                |                |

通常由美國人口調查局計算出的個人或家庭年收入，是最重要分級要素之一。在所有家庭中的42%、以及收入屬於最高分位數（前五分之一）家庭的76%，都有兩名成員賺取收入，因此家庭收入和個人收入之間的差異變大。在2005年，前15%的有收入者平均賺取62,500美元或更多，而18%的家庭收數超過100,000美元。擁有較罕見的工作技巧，或從事社會上普遍人為較為重要工作的人，也是較高社會地位的人，而這些人通常有較高的個人收入。2005年全體家庭的年收入中位數為46,326美元，而個人年收入的中位數則為32,140美元（僅計算25歲以上的個人）。
家庭中平均個人年收入（per capita household income）是指一個家庭可以分配給每個成員的收入，對於區分家庭的生活標準來說也十分重要。有時候高家庭收入可能是來自於較多的家庭成員數，在這樣的情況下，每位家庭成員能分配到的收入金額可能卻相對較低。在2005年，美國家庭中平均個人年收入的中位數為24,672美元。
| | 這一點應該被強調......一個職位並不是因為有著較高的酬勞才帶來權力和聲望。相反的是，是因為這個職位有著重要的功能，且可以勝任的人選因為某種理由而十分稀少，因此才有較高的酬勞。因此認為高收入是一個人權力和聲望的來源是很膚淺且不正確的，就像是認為因為發燒而感冒一樣不正確......權力和聲望的經濟來源並不是收入，而是資本貨物（capital goods）的所有權（包括專利權、善意，和專業的名聲）。這樣的所有權應該和消費貨物的所有權區分開來，後者僅是社會地位的象徵而非原因。 |
| ——金斯利·戴維斯和威柏特·摩爾（Kingsley Davis and Wilbert E. Moore），分層原則（Principles of Stratification） | |

如同上面所提到的，收入是區分社會階層的重要指標之一；而不是因社會階層而產生的結果。換句話說，收入並無法決定個人或一個家庭的社會地位，而是反應了他們所在的社會地位。收入和聲望是社會為了補足所需要的專業職位空缺而提供的動機，這些職位空缺需要的是受過專業訓練且積極的人才。
《紐約時報》曾使用收入五等分位數（income quintile）來定義階層。紐約時報認為五等分中從最低到最高的階層分別為：下層階級、下層中產階級、中產階級、上層中產階級、上層階級。這些定義是依據收入數字來區分等級，當人們的收入改變時，他們所屬的階級就會跟著改變。

## 資料來源與注釋
1. 1 2  Eichar, Douglas. . Westport, Connecticut: Greenwood Press. 1989. 0-313-26111-3.
2. ↑  .   [2006-07-25]. （原始内容存档于2021-02-02）.
3. 1 2 3  Warner, Lloyd; Marchia Meeker, Kenneth Eells. . New York, NY: Irvington Publishers. 1949.
4. 1 2 3  Gilbert, Dennis. . New York: Wadsworth Publishing. 1998. 0-534-50520-1.
5. 1 2 3 4  Thompson, William; Joseph Hickey. . Boston, MA: Pearson. 2005. 0-205-41365-X.
6. ↑  Williams, Brian; Stacey C. Sawyer, Carl M. Wahlstrom. . Boston, MA: Pearson. 2005. 0-205-36674-0.
7. 1 2  Levine, Rhonda. . Lanham, MD: Rowman & Littlefield. 1998. 0-8476-8543-8.
8. 1 2  .   [2007-02-08]. （原始内容存档于2006-12-30）.
9. ↑  .   [2006-12-09]. （原始内容存档于2007-03-19）.
10. ↑  .   [2006-07-08]. （原始内容存档于2018-02-13）.

## 延伸閱讀
- Leonard Beeghley; The Structure of Social Stratification in the United States Pearson, 2004
- Dennis Gilbert; The American Class Structure Wadsworth, 2002
- Rhonda Levine; Social Class and Stratification Rowman & Littlefield, 1998
- Michael Zweig; What's Class Got To Do With It? Cornell University Press, 2003
- Christopher Beach; Class, Language, and American Film Comedy Cambridge University Press, 2002
- Harold J. Bershady ed; Social Class and Democratic Leadership: Essays in Honor of E. Digby Baltzell 1989
- Daniel Bertaux, and Paul Thompson; Pathways to Social Class: A Qualitative Approach to Social Mobility Clarendon Press, 1997
- Barbara Ehrenreich. Nickel and Dimed: On (Not) Getting By in America (2002), author disguises herself as working class
- David B. Grusky (Editor) Social Stratification: Class, Race, and Gender in Sociological Perspective (2000)
- Alan C. Kerckhoff; Socialization and Social Class 1972, textbook
- Jim Lardner, James Lardner, David A. Smith, editors, Inequality Matters: The Growing Economic Divide In America And Its Poisonous Consequences, WW Norton (January, 2006), hardcover, 224 pages, ISBN 1-56584-995-7
- Erik Olin Wright. Classe (1997) - a detailed Marxian guide to define working class/middle class etc.
- David Popenoe, Sociology, (ninth edition, Prentice Hall, 1993 ISBN 0-13-819798-9 ) pb. pp. 232–236,
- Wealth, Income, and Power （页面存档备份，存于） - wealth distribution in the U.S. from a Power Structure Research perspective
- Myth: Income mobility makes up for income inequality - analysis from Liberal point of view
- Kalra, Paul (1996). The American Class System: Divide and Rule. ISBN 0-96-471735-2.
- Kay Hymowitz / Marriage and Caste in America: Separate and Unequal Families in a Post-Marital Age (2006) ISBN 1566637090

## 外部連結
政府數據：
- （英文）美國人口調查局官方收入數據論壇 （页面存档备份，存于）
- （英文）收入的分配與各種族人口的收入資料，2005年，美國人口調查局
- （英文）依教育水平區分的住宅單位收入資料 （页面存档备份，存于），美國人口調查局
- （英文）2004年個人收入資料 （页面存档备份，存于），美國人口調查局
- （英文）依家庭人數區分的家庭收入數據（通膨調整後），美國人口調查局
- （英文）依家庭賺取收入人數區分的家庭收入數據 （页面存档备份，存于）（通膨調整後），美國人口調查局

媒體報導：
- （英文）Working Definitions （页面存档备份，存于）（勞動階層定義）ClassMatters.com
- （英文）How Class Works （页面存档备份，存于）（社會階層如何運作），《紐約時報》